# Malurus grayi
La ratona australiana de pico ancho o maluro picoancho (Malurus grayi) es una especie de ave paseriforme de la familia Maluridae que se encuentra en Nueva Guinea.
Sus hábitats naturales son los bosques húmedos tropicales y subtropicales de tierras bajas.

## Taxonomía
Malurus grayi y M. campbelli (Sibley y Monroe 1990, 1993) que antes se consideraban separadas su englobaron en una única especie, M. grayi, siguiendo las clasificaciones de Beehler et al. (1986), Coates (1990) y Vuilleumier et al. (1992). 